# Мечеть Фетхие (Бихач)
Мечеть Фетхие (босн. Fethija džamija, тур. Fethiye Camii) — мечеть в Бихаче, первоначально — церковь святого Антония Падуанского. 
Построена в 1266 году и является самой старой готической постройкой в Боснии и Герцеговине. Возле церкви располагался доминиканский монастырь.
В 1592 году церковь была обращена турками в мечеть. Готическая колокольня использовалась как минарет до 1863 года, когда старая башня была снесена и заменена на новый минарет.
После оккупации Австро-Венгрией Боснии и Герцеговины францисканцы построили новую католическую церковь в Бихаче, так как не смогли договориться с новыми властями о возвращении церкви.
Здание пострадало во время Второй мировой войны: сгорела крыша и деревянные элементы интерьера, был повреждён минарет.
В 2003 году мечеть была внесена в список национальных памятников Боснии и Герцеговины.